# Mangalvedhe
Mangalvedhe es una ciudad y  municipio situada en el distrito de Solapur en el estado de Maharashtra (India). Su población es de 21824 habitantes (2011). Se encuentra a 56 km de Solapur.

## Demografía
Según el censo de 2011 la población de Mangalvedhe era de 21824 habitantes, de los cuales 11109 eran hombres y 10715 eran mujeres. Mangalvedhe tiene una tasa media de alfabetización del 81,79%, inferior a la media estatal del 82,34%: la alfabetización masculina es del 88,82%, y la alfabetización femenina del 74,55%.